# Al-Achdar al-Ibrahimi
Al-Achdar al-Ibrahimi, Lakhdar Brahimi (ur. 1 stycznia 1934) – algierski polityk, minister spraw zagranicznych w latach 1991–1993, wysłannik ONZ do państw pogrążonych konfliktami zbrojnymi.
Uczestniczył w algierskiej wojnie o niepodległość w latach 1954-1962. Minister spraw zagranicznych Algierii w latach 1991–1993 z ramienia Frontu Wyzwolenia Narodowego. Następnie wysokiej rangi urzędnik w Lidze Państwa Arabskich oraz specjalny pokojowy wysłannik ONZ do Afganistanu w latach 1996–1998 oraz 2001–2004, do Haiti i Iraku w 2004.
9 sierpnia 2012 Sekretarz Generalny ONZ Ban Ki-moon powierzył mu nową misję pokojową wysłannika do Syrii w zastępstwie za Kofiego Annana, który zrezygnował z pełnionej funkcji. W efekcie fiaska długo planowanej międzynarodowej konferencji pokojowej "Genewa 2" i braku rezultatów dwuletnich misji dyplomatycznych, Lakhdar Brahimi 31 maja 2014 ustąpił z funkcji specjalnego wysłannika ONZ i LPA do Syrii.